# Eduard von der Lippe

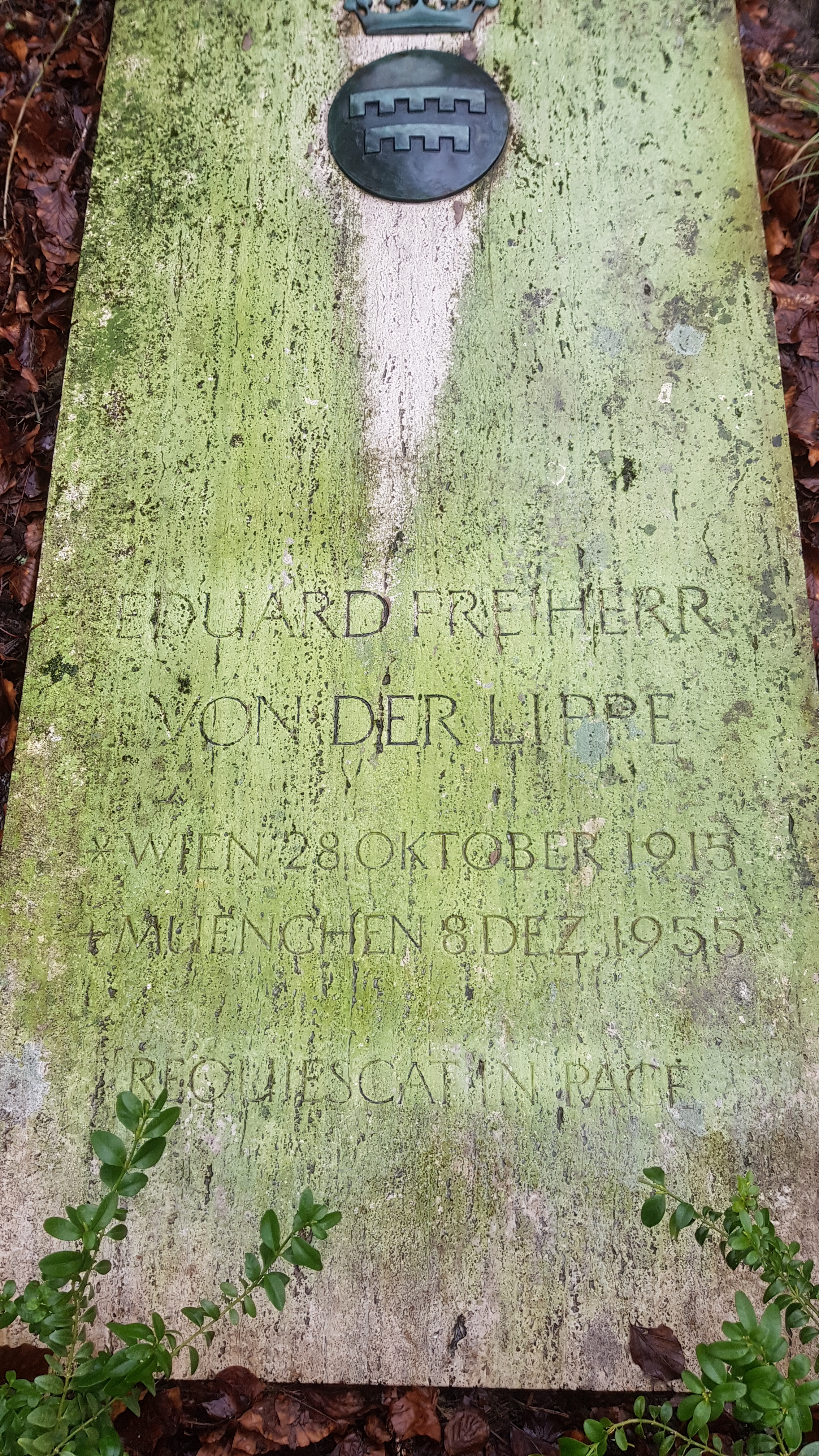
Grabstein

Eduard Freiherr von der Lippe  (* 28. Oktober 1915 in Wien; † 8. Dezember 1955 in München) war ein deutscher Architekt.

## Leben
Von der Lippe entstammte westfälischem Uradel; er wurde als Sohn von Viktor von der Lippe d. J. auf dem Familienanwesen Wintrup bei Vinsebeck/Westfalen geboren. Kurz nach dem Zweiten Weltkrieg entwarf von der Lippe Ausstattungen von Industriebauten im Auftrag von Dietrich Wilhelm von Menges. In der Folge realisierte er auch für andere Ruhrgebietsindustrielle Wohn- und Geschäftsbauten. 
In der zweiten Hälfte der 1950er Jahre arbeitete er als beratender Architekt der Bauverwaltung von Siemens.

## Bauten und Entwürfe
(Quelle:)

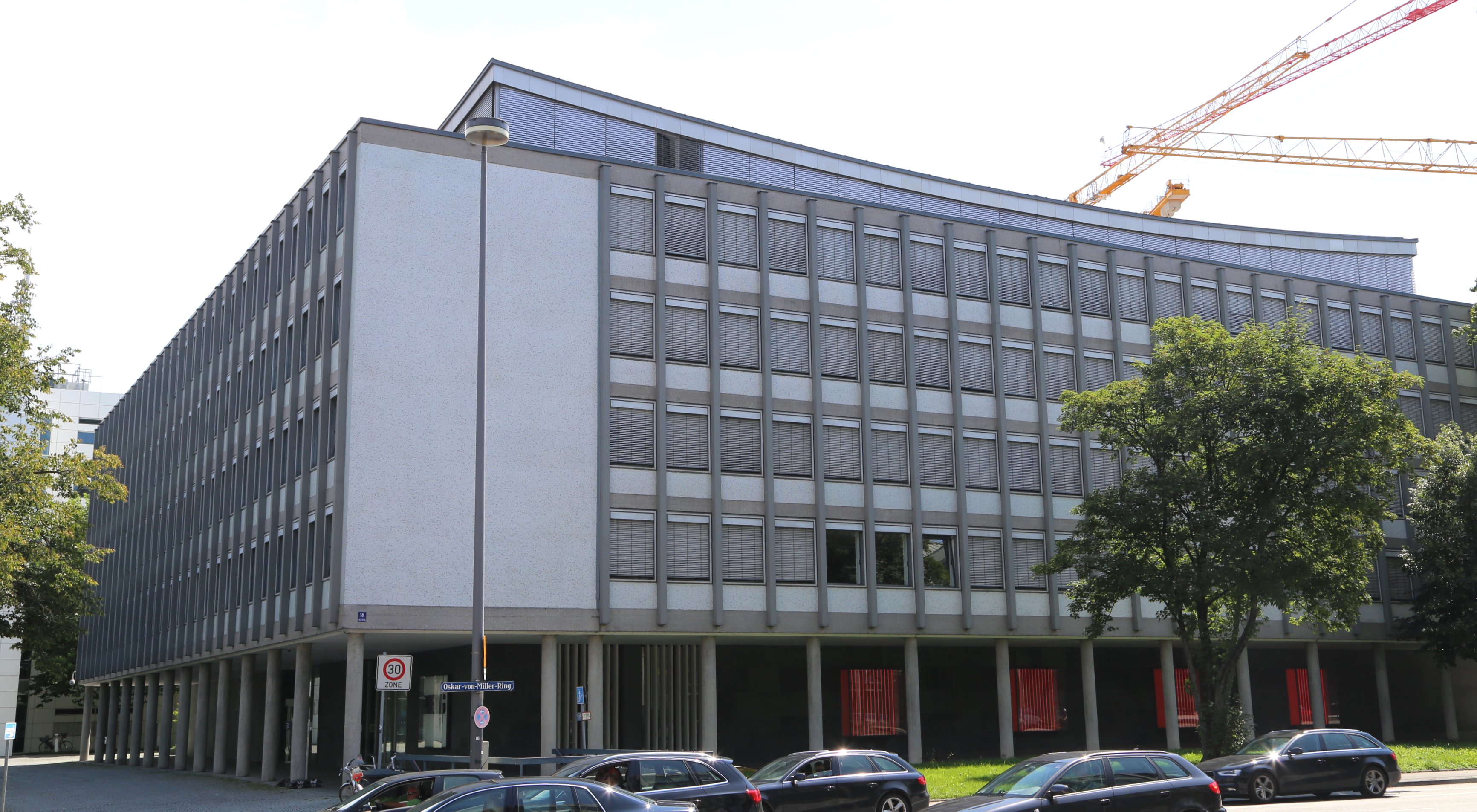
Verwaltungsgebäude der Siemens AG, München

- nach 1947: Gästehaus für die Ferrostaal AG in Essen, Am Wiesental
- nach 1947: Geschäftshaus Klepper in Essen
- nach 1947: Umbau Cafe Overbeck in Essen
- nach 1947: Verwaltungsgebäude der WASAG-Chemie für Berthold von Bohlen und Halbach in Essen
- vor 1951: Verwaltungsgebäude für BMW in München[3]
- 1951–1952: Hauptgebäude der MAN-Ferrostaal AG in Essen, Huyssenallee 24–30 (mit Franz Allerkamp)
- 1952–1953: Landhaus Auf dem Hügel für Alfried Krupp von Bohlen und Halbach in Essen
- 1956–1957: Verwaltungsgebäude der Siemens AG am Oskar-von-Miller-Ring in München (mit Hans Maurer)[4]
- vor 1957: Fabrikanlage der Siemens AG in München, Balanstrasse[5]
- vor 1957: Fabrikerweiterung der Siemens AG in Karlsruhe[6]